# Бытовая техника
Бытовая техника — электрические механические приборы, которые выполняют некоторые бытовые функции, такие как приготовление пищи или чистка. Бытовые приборы могут быть разделены на:
- Крупная бытовая техника или предметы домашнего обихода[2]
- Мелкая бытовая техника[англ.]
- Бытовая электроника[3]

Это деление также заметно в техническом обслуживании и ремонте этих видов продукции. Бытовая электроника, как правило, требует высоких технических знаний и навыков, в то время как крупная бытовая техника, возможно, потребует больше практических навыков и «грубой силы», чтобы управлять устройствами и тяжёлыми инструментами, необходимыми для их ремонта.

## Определение
Учитывая широкое использование, термин «бытовая техника» привязан к определению приборов в качестве «инструмента или устройства, предназначенного для конкретного использования или функции». Более конкретно, словарь Collins определяет «бытовое устройство» как «устройства или машины, как правило, электрические, которые находятся в вашем доме, и которые вы используете для работы, такой как уборка или приготовление пищи». Широкое использование подобных приборов позволяет практически любой прибор, предназначенный для домашнего использования, назвать бытовой техникой, в том числе бытовую электронику, а также печи, холодильники, тостеры и кондиционеры, а также лампы накаливания и водяные насосы.

## История
Хотя многие приборы существовали на протяжении столетий, электрические или газовые приборы с автономным питанием однозначно являются американским новшеством, возникшим в XX веке. Развитие этих приборов связано с исчезновением постоянной домашней прислуги и желанием сократить время использования приборов, в погоне за дополнительным временем для отдыха. В начале 1900-х годов, электрические и газовые приборы состояли из стиральных машин, водонагревателей, холодильников и швейных машин. Изобретение небольшого электрического утюга Эрлом Ричардсоном в 1903 году дал небольшой первоначальный импульс индустрии бытовой техники. Во время американского экономического подъёма после окончания Второй мировой войны, использование посудомоечных машин и сушилок для одежды является частью развития индустрии бытовой техники. Повышение дискреционных доходов отразилось повышением количества разных бытовых приборов.
В Америке в 1980-е годы промышленностью было произведено товаров на сумму 1,5 миллиарда долларов каждый год и было занято более 14000 работников, удвоение произошло в период с 1982 по 1990 год до $ 3,3 млрд. На протяжении всего этого периода компании объединялись и приобретали друг друга, чтобы уменьшить научно-исследовательские и производственные издержки и устранить конкурентов в соответствии с антимонопольным законодательством.
Министерство энергетики США, рассматривая соблюдение национального Закона об энергосберегательных приборах 1987 года, потребовало от производителей снижать энергопотребление приборов на 25 % каждые пять лет.
В 1990-е годы в США приборостроение было очень консолидировано: более чем 90 % продукции продаются всего пятью компаниями. Например, в 1991 году доля производства посудомоечных машин на рынке была разделена между General Electric с 40 % доли рынка, Whirlpool Corporation с 31 % долей рынка, Electrolux с 20 % долей рынка, Maytag с 7 % доли рынка и Thermador всего лишь с 2 % доли рынка.
На 2013 год, самым крупным производителем бытовой техники в мире является китайская Haier, на втором месте американская Whirlpool.

## Крупная бытовая техника
Основные крупные бытовые приборы включают в себя:
- кондиционеры
- посудомоечные машины
- сушилки для белья
- сушильные шкафы
- морозильные камеры
- винные шкафы
- холодильники
- кухонные плиты
- водонагреватели
- стиральные машины
- компакторы для мусора[источник не указан 758 дней]
- микроволновые печи
- индукционные плиты.

Крупная бытовая техника обычно окрашивалась белым цветом или покрывалась эмалью белого цвета, и многие приборы из нее до сих пор окрашиваются белым цветом.

## Мелкая бытовая техника
Мелкие бытовые приборы, как правило, представляют собой небольшие бытовые электрические машины, которые также полезны и легко переносятся и устанавливаются. К приборам, которые используются на кухне, относятся:
- соковыжималки
- электрические миксеры[14][14]
- блендеры[15]
- мясорубки
- кофемолки
- фритюрницы[14]
- электрические чайники
- термопоты
- вафельницы
- блинницы (см. блины)
- кофеварки
- мультирезки
- измельчители / овощерезки / шинковки
- рисоварки[16]
- тостеры
- кухонные комбайны[14][15]
- тестомесилки (другое название — кухонные машины; см. замес)
- кухонные вытяжки
- кухонные весы
- кофеварки и кофемашины
- сушилки для фруктов и овощей
- яйцеварки
- сэндвичницы (см. сэндвич)
- хлебопечки
- мороженицы
- электрошашлычницы (электромангал)
- йогуртницы
- мультиварки
- электрогриль (см. гриль)
- вакуумный упаковщик[источник не указан 758 дней]
- пароварки
- точило для ножей
- электроштопоры[источник не указан 758 дней]
- электрооткрывалки для консервных банок[источник не указан 758 дней] (см. консервный нож)

К развлекательным и информационным устройствам относятся:
- бытовая электроника[12]
- радиоприёмники
- телевизоры[16]
- видеомагнитофоны
- CD- и DVD-плееры[16]
- домашние кинотеатры
- фотоаппараты (в т.ч. цифровые)
- видеокамеры
- часы и будильники
- компьютеры
- игровые приставки
- проекторы
- музыкальные центры
- телефоны и автоответчики.

Для защиты от перепадов напряжения, гармонических искажений и перегрузок, для возможности безопасного завершения работы на компьютере, или использования техники, не адаптированной под действующее в стране напряжение бытовой однофазной сети (к примеру, импортная техника, или многие советские бытовые приборы):
1. Источники бесперебойного питания (ИБП, UPS)
2. Сетевые фильтры
3. Стабилизаторы напряжения
4. Бытовые трансформаторы и автотрансформаторы 230/110

Для уборки и поддержания чистоты:
1. Пылесосы
2. Паровые швабры
3. Пароочистители
4. Роботы-мойщики окон
5. Кварцевые и бактерицидные лампы, облучатели-рециркуляторы
6. Роботы-пылесосы

Малая климатическая техника:
1. Обогреватели: масляные радиаторы, тепловентиляторы, инфракрасные
2. Увлажнители воздуха и мойки воздуха
3. Вентиляторы
4. Осушители воздуха
5. Очистители воздуха

Для ухода за одеждой:
1. Утюги
2. Отпариватели

Прочее:
- фены
- машинки для стрижки волос

## Компоненты бытовой техники

### Двигатель
Современные двигатели бытовой техники это, главным образом, специально разработанные для применения в бытовых условиях электродвигатели. 
Они разделяются на несколько видов:
- Асинхронный конденсаторный, с одной или двумя фазами и короткозамкнутым ротором. Такой силовой установкой обычно оснащается бытовая техника, подключённая к однофазной сети на 230 В, наиболее распространенной в современных домах (стиральные и сушильные машины, холодильники).
- Асинхронный, оснащенный фазным ротором. Это оборудование имеет более мощный стартовый момент, чем моторы с короткозамкнутым ротором, в связи с чем его используют как привод в крупных силовых устройствах: в современных домах к ним относится в основном, бытовая техника общего пользования и общедомовое оборудование: коллективные стиральные и сушильные машины, лифты и подъёмники, мощные насосы, вентиляционные системы, в том числе и системы дымоудаления.
- Коллекторный, постоянного тока: широко используются в автомобилях, где они играют роль привода вентиляторов и насосов, а также стеклоподъемников и дворников, а также для маломощных исполнительных приводов: например, такие двигатели приводят в действие лоток для оптического диска. Также широко используется в детских игрушках и в аккумуляторных ручных пылесосах, и роботах-пылесосах.
- Коллекторный, переменного тока. Этими моторами оснащается ручной электроинструмент (электрифицированные мясорубки, миксеры, дрели, углошлифовальные машины, пылесосы и т. д.).
- Синхронный двигатель с возбуждением от постоянных магнитов. Данный двигатель переменного тока в однофазной сети может начать вращаться в любую сторону, поэтому применяется в устройствах, где не имеет значение направление вращения: дренажные насосы в посудомоечных и стиральных машинах, аквариумные фильтры, привод столика в микроволновой печи, привод вертела
- Вентильный двигатель - это бесколлекторный двигатель постоянного тока с датчиком Холла, но, фактически, работает на переменном токе (разновидность электронно управляемого синхронного двигателя с постоянными магнитами), поскольку датчики Холла управляют потенциалом на затворах полевых транзисторов, меняющих величину и направление тока в обмотках статора. Применяются чаще всего для привода малошумящих вентиляторов с низким напряжением питания (обычно, используются в компьютерах, проекторах и источниках бесперебойного питания, но также встречаются в мощных усилителях низкой частоты, входящих в состав музыкальных центров), но есть и мощные (и при этом компактные) двигатели такого типа, способные, например, приводить в действие несущие винты квадрокоптеров.

### Штепсельные соединители бытовой техники
- Штепсельный соединитель (от нем. Stöpsel «пробка, затычка») — комплект, образующийся, когда, в целях подключения техники с сети электропитания, штепсельная вилка введена в штепсельную розетку. Является видом электрического соединителя. Соединители чрезвычайно разнообразны исторически и географически.